# アンドレアス・エーマン
アンドレアス・エーマン（Andreas Öhman、1985年1月24日 - ）は、スウェーデンの映画監督、脚本家。

## フィルモグラフィ
- シンプル・シモン I rymden finns inga känslor (2010) 監督・製作・脚本